# Cyrtochilum ornatum
Cyrtochilum ornatum är en orkidéart som först beskrevs av Willibald Königer, och fick sitt nu gällande namn av Stig Dalström. Cyrtochilum ornatum ingår i släktet Cyrtochilum, och familjen orkidéer.
Artens utbredningsområde är Peru. Inga underarter finns listade i Catalogue of Life.